# Zé Maria (futbolista)
José Maria Rodrigues Alves (Botucatu, 18 de mayo de 1949), más conocido como Zé Maria, es un exfutbolista brasileño.

## Carrera
Fue defensa, y durante su carrera jugó para Ferroviário Botucatu, Associação Portuguesa de Desportos, Sport Club Corinthians Paulista y Associação Atlética Internacional. 
Con el Corinthians ganó 4 Campeonatos Paulistas en 1977, 1979, 1982 y 1983.
En un partido contra la Associação Atlética Ponte Preta en el Paulista del año 79, que el Timão terminaría ganando, Zé María tuvo que ser atendido por los médicos por un corte en la ceja producto de un cruce con el zaguero Juninho. Volvió al campo de juego con la casaca llena de sangre y siguió jugando. Esa imagen de la camiseta blanca empapada de sangre y sudor se volvió icónica para la afición corinthiana, que la adoptó como emblema.

## Selección
Para la selección brasileña jugó 48 partidos de 1968 a 1978. 
Fue campeón del mundo en 1970 como suplente, aunque jugó 4 partidos en la Copa Mundial de 1974. 
Se perdió la Copa Mundial de 1978 por una lesión.

## Clubes

### Como jugador
- Associação Atlética Ferroviária
- Associação Portuguesa de Desportos
- Sport Club Corinthians Paulista
- Associação Atlética Internacional

## Palmarés

### Torneos regionales
| Título              | Club           | Estado    | Año  |
| ------------------- | -------------- | --------- | ---- |
| Campeonato Paulista | SC Corinthians | São Paulo | 1977 |
| Campeonato Paulista | SC Corinthians | São Paulo | 1979 |
| Campeonato Paulista | SC Corinthians | São Paulo | 1982 |
| Campeonato Paulista | SC Corinthians | São Paulo | 1983 |

### Torneos internacionales
| Título       | Equipo              | Sede   | Año  |
| ------------ | ------------------- | ------ | ---- |
| Copa Mundial | Selección de Brasil | México | 1970 |